# Salix capusii
Salix capusii là một loài thực vật có hoa trong họ Liễu. Loài này được Franch. miêu tả khoa học đầu tiên năm 1884.